# Wilbur Smith
Wilbur Addison Smith (Broken Hill, Észak-Rhodézia, 1933. január 9. – Fokváros, Dél-afrikai Köztársaság, 2021. november 13.) dél-afrikai író.

## Élete

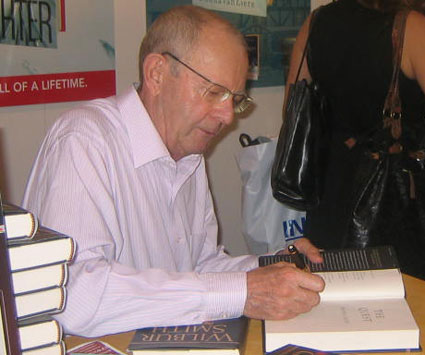
Smith A küldetés (The Quest) című művét dedikálta (2007)

Gyermekkorában, 18 hónaposan elkapta a maláriát, majd tíz nap alatt kigyógyult belőle. Egy farmon nőtt fel, gyermekkorában sokat vadászott és túrázott. Az édesanyjától kapott könyvek felkeltették az érdeklődését a könyvek és az írás iránt, de apja lebeszélte róla. Wilbur a Cordwalles Preparatory Schoolba, járt Michaelhouseban, Natalban. Majd a Rhodes Egyetemre jelentkezett, hogy újságíró lehessen, de apja tanácsára könyvelő lett. 1964-ben publikálta első regényét a Amikor az oroszlán zabál (When the Lion Feeds)-t, miközben a Salisbury Inland Revenue-nak dolgozott.
Megnősült, két gyermeke született, ezután könyvszakértőként dolgozott tovább. 24 éves volt, amikor első házassága felbomlott. 1964-ben, miután kiadta első regényét, újra megnősült, ám ez a házassága sem lett tartósabb az előzőnél. 1971-ben harmadszor is megnősült, Danielle Thomast vette el, aki vezérfonalként szolgált könyvei megírása során, egészen 1999-ben bekövetkezett haláláig. 2000 májusában Tádzsikisztánban vette feleségül Mokhiniso Rakhimovát.

## Könyvei
Courtney-sorozat
- Amikor az oroszlán zabál (When the Lion Feeds) 1964
- Mennydörgés (The Sound of Thunder) 1966
- A bosszú (A Sparrow Falls) 1977
- Lángoló part (The Burning Shore) 1985
- A kard hatalma (Power of the Sword) 1986
- Harag (Rage) 1987
- Most kell meghalnod (A Time to Die) 1989
- Arany róka (Golden Fox) 1990
- Ragadozó madarak (Birds of Prey) 1997
- Monszun (Monsoon) 1999
- Kék horizont (Blue Horizon) 2003
- A Nap diadala (The Triumph Of The Sun) 2005 (Courtney és Ballantyne)
- A vadász végzete (Assegai) 2009
- Arany Oroszlán (Golden Lion) 2015
- A tigris zsákmánya (The Tiger's Prey) 2017
- Háború (War Cry) 2017 (társszerző David Churchill)
- Courtney háború (Courtney's War) 2018 (társszerző David Churchill)
- Királyok királya (King of Kings) 2019 (Courtney és Ballantyne)
- Háború öröksége (Legacy of War) 2021 (társszerző David Churchill)

Egyiptomi sorozat
- A folyó istene (River God) 1993
- A hetedik tekercs (The Seventh Scroll) 1995
- A mágus (Warlock) 2001
- A küldetés (The Quest) 2007
- A sivatag istene (Desert God) 2014
- A fáraó (Pharaoh) 2016

Ballantyne-sorozat
- A sólyom röpte (A Falcon Flies vagy Flight of the Falcon) 1980
- Igazi férfi (Men of Men) 1981
- Az angyalok zokognak (The Angels Weep) 1982
- A leopárd sötétben vadászik (The Leopard Hunts in Darkness) 1984
- A Nap diadala (The Triumph Of The Sun) 2005 (Courtney és Ballantyne)
- Királyok Királya (King of Kings) 2019 (Courtney és Ballantyne)

Hector Cross-sorozat
- Afrika szarva (Those in Peril) 2011
- Afrika mélye (Vicious Circle) 2013
- Afrikai ragadozó (Predator) 2016

A sorozatokon kívüli könyvek
- Elsötétült Nap (The Dark of the Sun) 1965
- Kiálts rá az ördögre (Shout at the Devil) 1968
- Aranybánya (Gold Mine vagy Gold) 1970
- Gyémánt vadászok (The Diamond Hunters) 1971
- Napmadár (The Sunbird) 1972
- Égi sas (Eagle in the Sky) 1974
- A tigris szeme (The Eye of the Tiger) 1975
- Jön a farkas (Cry Wolf) 1976
- Éhes akár a tenger (Hungry As the Sea) 1978
- Vad igazság vagy A halál neve Caliph (Wild Justice) 1979
- Elefántsirató (Elephant Song) 1991
- A Leopárdsziklán – Kalandozásaim (On Leopard Rock) 2018

## Magyarul megjelent regényei, időrendben
- A lángoló part; ford. Süle Gábor; Rege, Bp., 1989
- A leopárd sötétben vadászik; ford. Szuhay-Havas Ervin, Róna Andrea; Maecenas, Bp., 1990
- A tigris szeme; ford. Boreczky Elemér; Rege, Bp., 1990
- Kiálts rá az ördögre!; ford. Széky (Székely) János; Rege, Bp., 1990
- A halál neve Caliph; ford. Székely János; Rege, Bp., 1991 (Vad igazság címen is)
- Gyémántvadászok; ford. Bulath Éva; Rege–Maecenas International, Bp., 1991
- Az angyalok zokognak; ford. Fehér Katalin; Rege, Bp., 1991
- Most kell meghalnod; ford. Molnár Tibor; Rege, Bp., 1991
- Éhes, akár a tenger; ford. Székely G. János; Delej–Maecenas International, Bp., 1992
- Jön a farkas; ford. Kaposi Tamás; Delej–Maecenas International, Bp., 1992
- Elefántsirató; ford. Stein Sz. Imre; Delej, Bp., 1992
- Igazi férfi; ford. Szekeres Gábor; Delej–Maecenas International, Bp., 1992
- Arany Róka; ford. Boreczky Elemér, Szekeres Gábor; Delej, Bp., 1992
- Harag; ford. Somló Ágnes; Delej–Maecenas International, Bp., 1992
- A kard hatalma; ford. Székely G. János; Delej–Maecenas International, Bp., 1992
- A bosszú; ford. Kaposi Tamás; Delej–Maecenas International, Bp., 1993
- A folyó istene; ford. Somló Ágnes; Delej, Bp., 1993
- Amikor az oroszlán zabál; ford. Somló Ágnes; Delej–Maecenas International, Bp., 1993
- Elsötétült nap; ford. Vas Júlia; Delej–Maecenas International, Bp., 1993
- Napmadár; ford. Kiss Marianne; Delej–Maecenas International, Bp., 1993
- Égi sas; ford. Szekeres Gábor; Delej, Bp., 1993
- Aranybánya; ford. Vas Júlia; Delej–Maecenas International, Bp., 1994
- A sólyom röpte; ford. Boreczky Elemér, Szekeres Gábor; Delej–Maecenas International, Bp., 1994
- Mennydörgés; ford. Vas Júlia; Delej, Bp., 1994
- Vad igazság. A halál neve Caliph; ford. Székely János; Delej–Maecenas International, Bp., 1994
- A hetedik tekercs; ford. Somló Ágnes; Delej–Maecenas, Bp., 1995
- Ragadozó madarak; ford. Boreczky Elemér, Szekeres Gábor; Delej, Bp., 1997
- Ragadozó madarak; ford. Barkóczi András; Reader's Digest, Bp., 1999 (Válogatott könyvek Budapest)
- Monszun; ford. Süle Gábor; Delej, Bp., 1999
- A mágus; ford. Boda Mária; Delej, Bp., 2001
- Kék horizont; ford. Boda Mária; Delej, Bp., 2003
- A Nap diadala; ford. Boda Mária; Delej, Bp., 2005
- A küldetés; ford. Boda Mária; Delej, Bp., 2007
- A vadász végzete; ford. Boda Mária; Delej, Bp., 2009
- A vadász végzete; ford. M. Nagy Miklós; Reader's Digest, Bp., 2011 (Reader's Digest válogatott könyvek)
- Afrika szarva; ford. Boda Mária; Delej, Bp., 2011
- Afrika mélye; ford. Kovács Ágos; Delej, Bp., 2013
- A sivatag istene; ford. Kovács Ágos; Delej, Bp., 2014
- Wilbur Smith–Giles Kristian: Arany oroszlán; ford. Boreczky Katalin, Kovács Ágost; Delej, Bp., 2015
- Wilbur Smith–Tom Cain: Afrikai ragadozó; ford. Boreczky Katalin, Kovács Ágost; Delej, Bp., 2016
- Wilbur Smith–David Churchill: Háború; ford. Boreczky Katalin, Kovács Ágost; Delej, Bp., 2017
- A fáraó; ford. Boreczky Katalin, Kovács Ágost; Delej, Bp., 2017
- A Leopárdsziklán. Kalandozások; ford. Boreczky Katalin, Kovács Ágost; Delej, Bp., 2018
- A tigris zsákmánya; ford. Boreczky Katalin, Kovács Ágost; Delej, Bp., 2018
- Wilbur Smith–David Churchill: Courtney háború; ford. Boreczky Katalin, Kovács Ágost; Delej, Bp., 2019
- Királyok Királya; ford. Boreczky Katalin, Kovács Ágost; Delej, Bp., 2019
- Wilbur Smith–Chris Wakling: Felhőszakadás. Jack Courtney kalandjai; ford. Szántai Zsolt; Studium Plusz, Bp., 2020
- Szellemtűz; ford. Boreczky Katalin, Kovács Ágost; Delej, Bp., 2020
- Wilbur Smith–Corban Addison: A holló szava; ford. Boreczky Katalin, Kovács Ágost; Delej, Bp., 2021
- Wilbur Smith–David Churchill: A háború öröksége; ford. Boreczky Katalin, Kovács Ágost; Delej, Bp., 2021
- Wilbur Smith–Chris Wakling: Villámcsapás. Jack Courtney kalandjai; ford. Szántai Zsolt; Studium Plusz, Bp., 2021
- Wilbur Smith–Tom Harper: Vihardagály; ford. Szekeres Gábor; Delej, Budapest, 2022
- Wilbur Smith–Mark Chadbourn: Az új királyság; ford. Szekeres Gábor; Delej, Budapest, 2022
- Wilbur Smith–Mark Chadbourn: A háború titánjai; ford. Boreczky Katalin, Kovács Ágost; Delej, Budapest, 2023
- Wilbur Smith–Chris Wakling: Rengéshullám. Jack Courtney kalandjai; ford. Szántai Zsolt; Studium Plusz, Budapest, 2023
- Wilbur smith–Mark Chadbourn: Testamentum; ford. Boreczky Katalin, Kovács Ágost; Delej, Budapest, 2024
- Nemezis; közrem. Tom Harper, ford. Boreczky Katalin, Kovács Ágost; Delej, Budapest, 2024

## Fordítás
- Ez a szócikk részben vagy egészben  a   Wilbur Smith című angol Wikipédia-szócikk fordításán alapul.  Az eredeti cikk szerkesztőit annak laptörténete sorolja fel. Ez a jelzés csupán a megfogalmazás eredetét és a szerzői jogokat jelzi, nem szolgál a cikkben szereplő információk forrásmegjelöléseként.